# Calceochiton
Calceochiton é um género extinto de molusco polyplacophora. Calceochiton extinguiu-se durante o período Ordoviciano.